# Kareta (pojazd)

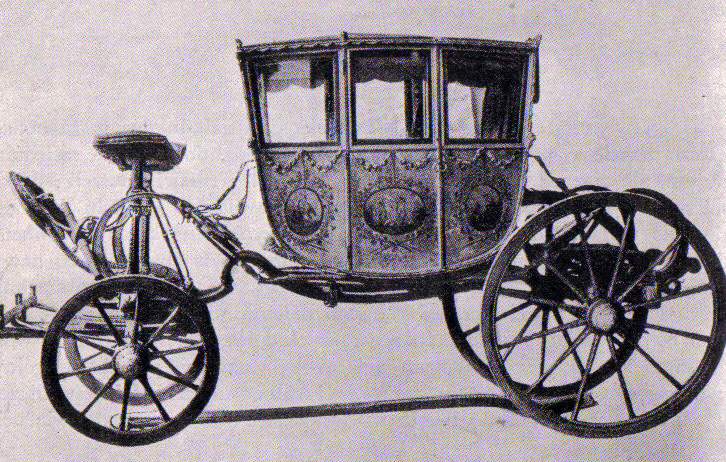
Kareta arcybiskupa lwowskiego (XVIII w.)

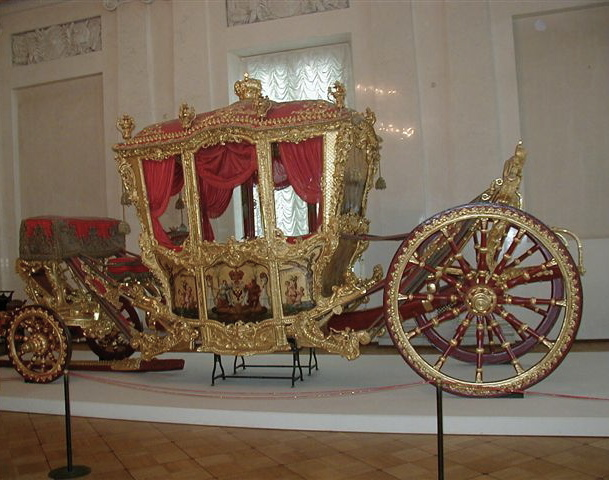
Luksusowa złota kareta ze zbiorów Ermitażu (wyrób francuskiej manufaktury Gobelinów z lat 20. XVIII wieku)

Kareta (wł. carretta) – dawny czterokołowy, zamknięty, resorowany, konny pojazd pasażerski, historycznie występujący w licznych odmianach.

## Charakterystyka
Dwuosiowy, charakteryzował się nadwoziem w kształcie zamkniętego pudła, z opuszczanymi oknami w drzwiach. W użytkowych odmianach znany jako cięższa podróżna landara, spacerowy pojazd czteroosobowy (berlinka), a także dwuosobowe coupé oraz indywidualna soliterka. W literaturze występujący w postaci okazałego i bogato zdobionego pojazdu zaprzęgowego, żartobliwie zwanego „arką”. Takie reprezentacyjne, wielokonne pojazdy o bogatym wystroju, dla wyróżnienia nazywano czasem karocami.  

## Użytkowanie
Wśród wyższych warstw społecznych w Polsce pojazd ten rozpowszechnił się w XVII wieku. Początkowo jego pudło zawieszano na rzemiennych pasach (podobnie jak we wcześniejszych kolebkach), w następnym stuleciu dla amortyzacji zaczęto wykorzystywać resory.
Duże, pojemne karety nazywano landarami (z niem. Landauer Wagen) od niemieckiego miasta Landau, znanego z wyrobu pojazdów konnych. Na ziemiach polskich najlepsze jakościowo, najokazalsze i najdroższe karety (danglowska landara) pochodziły z warszawskiej manufaktury Tomasza Dangla, będącej największą fabryką karet w I Rzeczypospolitej drugiej połowy XVIII wieku.
Mniejsze, dwuosobowe karety o jedno- lub dwukonnym zaprzęgu, zmodernizowane konstrukcyjnie, w skromniejszym wystroju i ciemnych barwach, rozpowszechniły się w XIX stuleciu zwłaszcza w miastach, służąc za pojazdy komunikacyjne i wyjazdowe szczególnie w okresie jesiennym i zimowym (niekiedy osadzone na płozach zamiast kół). Natomiast po I wojnie światowej dwuosobowe karety dość powszechnie wykorzystywano jako pojazd paradny podczas uroczystości ślubnych.